# 山巓毛

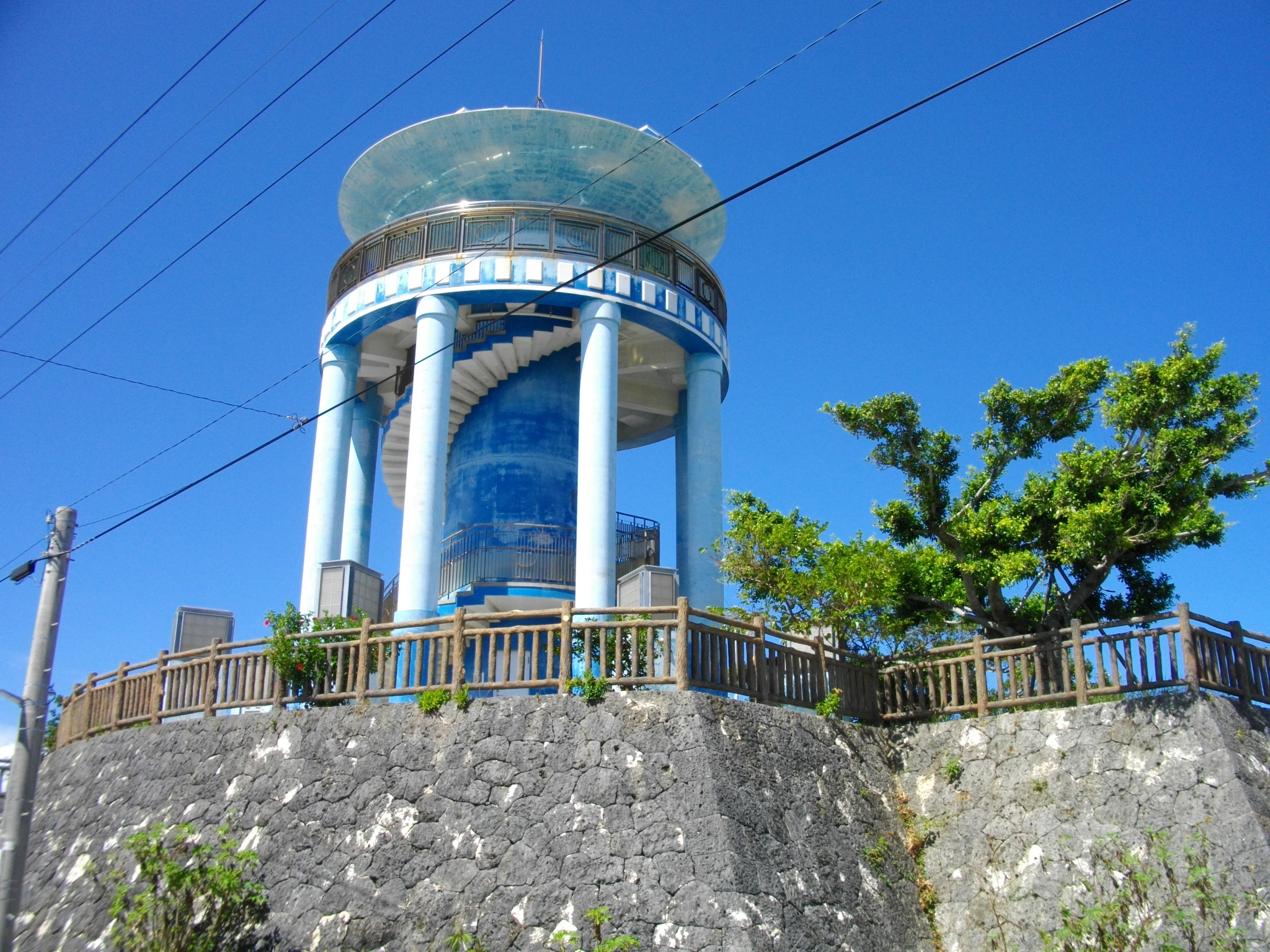
山巓毛の展望台

山巓毛（さんてぃんもう）は、沖縄県糸満市糸満町端の糸満ロータリー北北東、糸満警察署町端交番後方にある、標高約25メートルの石灰岩丘陵、戦跡。三山時代の1429年、南山最後の王・他魯毎が、中山の尚巴志王の攻撃を受け、妻子とともに自害した場所でもある。
糸満ハーレーが行なわれる糸満漁港の向かい側に立地し、現在は展望台・公園がある。2006年2月、「山巓毛と白銀堂」として、水産庁により「未来に残したい漁業漁村の歴史文化財産百選」に選定された。

## アクセス

### バス路線
路線の詳細は琉球バス交通営業路線を参照。
- 糸満ロータリーバス停